# Шорам (Мичиген)
Шорам (енгл. Shoreham) град је у америчкој савезној држави Мичиген.

## Демографија
По попису из 2010. године број становника је 862, што је 2 (0,2%) становника више него 2000. године.
| Група             | 2000.       | 2010.       |
| Белци             | 793 (92,2%) | 759 (88,1%) |
| Афроамериканци    | 18 (2,1%)   | 30 (3,5%)   |
| Азијати           | 32 (3,7%)   | 42 (4,9%)   |
| Хиспаноамериканци | 8 (0,9%)    | 26 (3,0%)   |
| Укупно            | 860         | 862         |